# I Tell a Fly
I Tell a Fly è il secondo album in studio del musicista britannico Benjamin Clementine, pubblicato nel 2017.

## Tracce
Testi e musiche di Benjamin Clementine.
1. Farewell Sonata – 4:34
2. God Save the Jungle – 3:15
3. Better Sorry Than Asafe – 5:53
4. Phantom of Aleppoville – 6:31
5. Paris Cor Blimey – 4:23
6. Jupiter – 2:41
7. Ode from Joyce – 2:05
8. One Awkward Fish – 4:13
9. By the Ports of Europe – 3:41
10. Quintessence – 3:47
11. Ave Dreamer – 4:27